# П'ятдесят відтінків
«П'ятдеся́т відті́нків» (англ. «Fifty Shades of Grey») — еротичний роман британської письменниці Е. Л. Джеймс, написаний і виданий 2011 року.

## Анотація
Роман оповідає історію стосунків підприємця Крістіана Грея і студентки Анастасії Стіл; в книзі містяться відверті сексуальні сцени, що включають елементи такої сексуальної поведінки, як рабство/дисципліна, домінування/підкорення і садизм/мазохізм (БДСМ). Спочатку говорили, що роман написаний жінкою легкої поведінки і описує історію одного з її клієнтів.
Книга стала першою частиною трилогії, пізніше Е. Л. Джеймс випустила продовження — «П'ятдесят відтінків темряви» і «П'ятдесят відтінків свободи».

## Історія популярності
Після виходу роман став бестселером в США і Великій Британії, а також перевершив за швидкістю продажів попередніх рекордсменів — серію романів про Гаррі Поттера і «Сутінки». Станом на кінець 2012 року у світі було продано понад 40 мільйонів копій. Реалізований тираж трилогії сягає 60 мільйонів екземплярів.
У 2012 році американський журнал Publishers Weekly назвав Е. Л. Джеймс людиною року у книговидавничій справі, відзначивши, що неймовірний успіх її еротичної трилогії, зокрема, підняв загальні продажі паперових книг в магазинах і «перетворив еротичну прозу у гарячий товар».
15 червня 2015 року Е. Л. Джеймс в своєму Instagram опублікувала фото нової книги «Грей. П'ятдесят відтінків від імені Крістіана Грея».
Презентація роману англійською мовою відбудеться 18 червня.

## Український переклад
Видавництво «Країна мрій» видало переклад книги українською мовою в IV кварталі 2012 року під назвою «П'ятдесят відтінків. Книга перша». У тому ж видавництві вийшли друком друга та третя книги трилогії: «П'ятдесят відтінків темряви. Книга друга» та «П'ятдесят відтінків свободи. Книга третя».

## Екранізація
За романом 11 лютого 2015 випущено однойменний еротичний фільм — П'ятдесят відтінків сірого.
Прем'єра другого фільму під назвою «П'ятдесят відтінків темряви» запланована на 10 лютого 2017 року, а третя частина під назвою «50 відтінків свободи» вийде на екрани 9 лютого 2018 року.